# Federazione pallavolistica dell'Algeria
La Federazione algerina di pallavolo (fra. Fédération algérienne de volley-ball, AFVB) è un'organizzazione fondata nel 1962 per governare la pratica della pallavolo in Algeria.
Organizza il campionato maschile e femminile, e pone sotto la propria egida la nazionale maschile e femminile.
Ha aderito alla FIVB nel 1964.